# 시오정
시오정(志雄町)은 이시카와현 하쿠이군에 놓여졌던 정이다. 가나자와시의 통근율은 12.0%(2000년 국세조사). 벚꽃 마을 만들기에 몰두하고 있었다.
2005년 3월 1일에 오시미즈정과 합병해 호다쓰시미즈정이 되었다.

## 역사
- 1889년 4월 1일 - 정촌제 시행과 함께 시오촌이 성립하였다.
- 1933년 5월 1일 - 시오야촌이 히카와촌, 미나미시오촌, 기타시오촌, 미나미오치촌과 합병해 새로운 이오촌이 되었다.
- 1936년 2월 1일 - 정으로 승격해 시오정이 되었다.
- 2005년 3월 1일 - 오시미즈정과 합병해 호다쓰시미즈정이 되었다.

## 교통

### 철도
- 서일본 여객철도 나나오 선

### 도로
- 국도 159호선
- 국도 249호선